# Mário Domingues da Silva
Mário Domingues da Silva (Amaraji, 17 de janeiro de 1885 — Recife, 20 de julho de 1943) foi um político brasileiro. Exerceu o mandato de deputado federal constituinte por Pernambuco em 1934.

## Educação e início de carreira
Mário Domingues da Silva estudou no Colégio Santa Cruz e no Ginásio Pernambucano, em Recife, antes de ingressar na Faculdade de Direito de Recife, onde se formou em dezembro de 1907.
Seu ingresso na política aconteceu rapidamente após sua formação na Faculdade de Direito. Já em 1911, aos 26 anos, participou da campanha em prol à eleição do general Emídio Dantas Barreto ao governo do estado de Pernambuco, durante um dos momentos mais conturbados da política estadual.
Seu primeiro cargo político de importância foi como prefeito de Amaraji, cargo pelo qual também foi reeleito. Assim, ficou na prefeitura durante os anos de 1912 e 1918.

## Carreira política
Após cumprir seu mandado como prefeito de de Amaraji, ainda em 1918 foi eleito como deputado à Câmara Estadual de Pernambuco. Após os quatro anos de mandato, foi reeleito ao cargo em 1922.
No mesmo ano, como presidente da Câmara Estadual, assumiu o governo de Pernambuco interinamente por 40 dias, devido à morte do governador do estado, José Bezerra. O período foi bastante conturbado para a política local e de grande repercussão por todo o Brasil, devido à intervenção do governo federal na sucessão pernambucana, que causou grandes protestos vindos dos militares e levou ao Levante de 5 de Julho de 1922.
Mário Domingues da Silva foi, ainda, como deputado estadual, secretário-geral, primeiro-secretário e membro da Comissão de Finanças da Câmara pernambucana. Depois, foi eleito como senador estadual e deputado federal por Pernambuco, deixando o cargo de presidente do Senado pernambucano para ocupar uma cadeira na Câmara Federal em 1924. Ainda como deputado federal, foi reeleito em 1927 e cumpriu o mandato até dezembro de 1929.
Posteriormente, em 1933, foi eleito deputado da Assembléia Nacional Constituinte pelo Partido Social Democrático (PSD) de Pernambuco.Ao assumir o cargo, participou dos trabalhos que resultaram na Constituição de 1934. Em maio de 1935 assumiu, novamente pelo Partido Social Democrático (PSD), o cargo de deputado federal. No período, se juntou ao então Ministro do Trabalho, Agamenon Magalhões, em oposição ao interventor Carlos de Lima Cavalcanti, que tendia a apoiar a candidatura oposicionista de Armando de Sales Oliveira para a sucessão presidencial de 1938. Após a instauração do Estado Novo, em 1937, perdeu o seu mandato.